# Bataille de Mazagran (1558)
La bataille de Mazagran — ou bataille de Mostaganem — est une bataille opposant la régence d'Alger à l'Empire espagnol, le 26 août 1558. Dans l'historiographie espagnole elle est qualifiée de « désastre de Mostaganem ». Elle est le fruit d'une expédition espagnole vers Mostaganem (ville voisine de Mazagran) menée par le comte d'Alcaudete, Martín Alonso Fernández, gouverneur d'Oran, et constitue la troisième expédition sur la ville (après celles de 1543 et 1547).

## Déroulement

### Forces en présence
Le comte d'Alcaudete effectue des préparatifs en Espagne pour recruter des troupes suffisantes à son expédition. Il recrute beaucoup de soldats dans la noblesse espagnole. Il est à la tête d'une armée de 10 à 11 000 hommes, en partie inexpérimentés (il avait reçu l'autorisation d'en recruter 8 000) auxquels s'ajoutent les 1 200 soldats expérimentés de la place d'Oran et de l'artillerie, quelques pièces de campagne et de siège. 6 000 hommes regroupés à Carthagène sous les ordres du comte et 5 000 hommes sous les ordres de l'un de ses fils, don Martin, s’embarquèrent à Malaga.
Dans le même temps Hassan Pacha rentre d'une campagne indécise menée sur Fez au mois de mars-avril 1558 quand il apprend les préparatifs d'un raid espagnol à partir d'Oran.
Pour contrer les Espagnols, l'armée que Hassan Pacha s'élève alors à 15 000 hommes : 5 000 Turcs et renégats, 1 000 spahis auxquels s’ajoutèrent 6 000 cavaliers, et 10 000 fantassins arabes et selon B. de Moralès 8 000 soldats aguerris, beaucoup de fantassins maures et 10 000 cavaliers. Le tableau général des forces tribales engagées du côté d’Alger donne à la bataille un caractère « algérien ».
En effet, un rassemblement de forces s'est constitué pour faire front, contre un ennemi commun. Parmi ces troupes, on compte les Janissaires, épaulés par les Maghraouas, les Banu Suwayd, les Abdelouadides, les Béni Rached, des Zouaouas, des Beni Ameurs et les Raïs originaires d'Alger, ainsi que les caïds et gouverneurs ottomans de Constantine de Buna. Même les combattants de l'ex-caïd Mansur Bughanim, qui dirigeait le dernier clan zianide, ont été intégrés à la coalition,

### Préparatifs
Martín Alonso Fernández s'est rendu en Espagne pour obtenir l'appui et l'accord du conseil royal de Castille. Il obtient cet accord mais on lui adjoint Fray Nicolo, chargé de divers négociations avec la régence. Ils embarquent, en juillet, à Carthagène pour revenir à Oran. Arrivé le 6 juillet à Oran, il enlise son armée dans des campagnes mineures dans la région d'Oran, avec des objectifs variables. Il veut d'une part faire une démonstration de force pouvant inciter les différentes tribus de le rejoindre et roder son armée inexpérimentée aux manœuvres. En raison notamment du désordre dans ses troupes, ces deux objectifs ne sont pas atteints. Alcaudete perd encore plus de temps de retour à Oran fin juillet et début août car il ne veut pas partir pour Mostaganem avant le 14 août, date similaire à laquelle les Algériens ont attaqué Oran par le passé. Tous ces retards sont néfastes à Alcaudete, en plus de montrer l'impréparation de ses troupes, elles consommaient des vivres que les Espagnols avaient réunis pour l’expédition. Malgré l'opposition du colonel don Francisco de Venavides, commissaire du roi, qui déconseille à Alcaudete de lancer ses troupes déjà affaiblies dans cette campagne, Alcaudete s'entête et part d'Oran le 14 août à la tête de son armée. Le comte prend avec lui six jours de provisions, le reste devant être convoyé par la mer au camp qu'il veut établir devant Mostaganem. Le mouvement des Espagnols est lent, il n'arrivent à Mazagran que le 23 août. Ces semaines laissent le temps à Hassan Pacha de rassembler son armée. Les caïds de Tlemcen et de Mostaganem le pressent de venir les secourir. Hassan Pacha prend donc la tête de son armée et part d'Alger le 6 août. Il donne l'ordre à la garnison de Tlemcen de se mettre en mouvement vers Mostaganem. Alcaudete arrive enfin à Mazagran avec ses troupes le 23 aout après avoir fait un détour, il a fait marche au Sud, les salines d'Arzew atteintes.

### La bataille de Mostaganem
Le 24 août à 10 h, les Espagnols arrivent sous les murailles de Mostaganem. Une garde de Maures et de Turcs sort pour les repousser mais ils sont battus par l'avant-garde. Il s'enfuient laissant les portes de la ville ouvertes. Un sergent lance alors l'assaut qui est stoppé net sur ordre de Martín Alonso Fernández qui s'entête à entreprendre un siège régulier. Cette stratégie apparaît comme hasardeuse, la ville pouvait être prise mais contre toute attente Alcaudete fit arrêter ce sergent qui fut puni de sa bravoure,. Quand toutes les troupes furent réunies ont installa un camp sur les hauteurs hors de portée des défenseurs et l'on prépara la défense en creusant un fossé et en installant une batterie de campagne pendant que les armées de Tlemcen et d'Alger convergent à marche forcée vers la position.
Le 25 août à midi on annonce l'arrivée du beylerbey d'Alger à proximité de Mostaganem et le soir il sera sur place. Alcaudete envoie son fils pour s'assurer de la situation. Le soir, au conseil, on soupesa une attaque surprise du camp du beylerbey permettant à la troupe de se ravitailler mais il ne fut rien décidé. Le comte veut attendre de pied ferme les troupes de la régence et les affronter sur place. Cependant un événement vient bouleverser sa stratégie. Alcaudete attend toujours les munitions et les vivres nécessaires par la mer mais il ne les aura pas. Un vaisseau et quatre brigantins avec 600 hommes à leurs bords ont été armés mais le vaisseau ayant fait demi-tour, les quatre brigantins sont attaqués et pris par cinq galères turques,. Sans vivres et sans munitions, Alcaudete comprend qu'il ne peut ni tenir tête aux troupes de la régence d'Alger, ni soutenir le siège contre Mostaganem. Alcaudete prend, durant la nuit, la décision de battre en retraite. La situation est périlleuse, face aux troupes de Hassan Pacha et entouré par une population de Maures hostiles, il doit effectuer le repli de ses troupes épuisées.

### Le repli sur Mazagran
L'ordre est donné au milieu de la nuit et à minuit les troupes commencent la retraite. Ses ennemis se rendent compte du mouvement de Martín Alonso Fernández grâce à leur espion. La garnison de Mostaganem attaque les soldats blessés laissés derrière. La raison en était qu'Alcaudete ne voulut point se séparer de ses canons. Hassan Pacha prévenu se met en marche. Il ne perd pas de temps dans son mouvement ce qui fait qu'il arrive pratiquement en même temps que les Espagnols à Mazagran.
Le 26 août, Don Martin, fils d'Alcaudete, à la tête de l'arrière garde, tente de couvrir la retraite des troupes en vain. Il est blessé et mis hors de combat par une arquebuse. Les capitaines eux-mêmes fuient, ce qui augmente le désordre. L'avant garde atteint Mazagran et se retranche dans le village. Alcaudete dispose l'artillerie sur l'enceinte et avec ses vieux soldats d'Oran, plus expérimentés, ils couvrent alors la retraite des troupes.
Alcaudete combat avec des petits groupes de 100, 200 ou 500 hommes. Vers 15 h, un autre événement terrible vient frapper les Espagnols ; le feu fait exploser des barils de poudre et tue plusieurs centaines d'hommes dont le major-général de l’armée, Navarrete. Les soldats en dehors des retranchements veulent y converger, ce qui provoque un mouvement de foule. C'est à cet instant que périt le comte Alcaudete. Plusieurs versions divergent sur les circonstances de sa mort : il serait mort dans Mazagran piétiné par ses soldats ou par son cheval pris dans la foule qui se serait cabré et l'aurait écrasé. Une autre version affirme qu'il serait mort sous le tir accidentel de ses soldats en chargeant l'ennemi sous les murs ; ou encore qu'il serait mort de deux coups d'arquebuse ennemies.
Le moral des Espagnols est au plus bas, les combats intenses depuis le matin, la faim et la soif pèsent sur les troupes. Hassan Pacha capture le fils Don Martin ainsi que de l'essentiel des survivants,. Au coucher de soleil, l'armée décide de se rendre.

### Les pertes
Hassan Pacha mit des gardes aux portes de la ville mais dut céder 800 captifs aux Arabes, ses alliés, qui les emmenèrent à l’écart de Mazagran pour les tuer délibérément. Il emmena avec lui à Alger probablement 5 à 6000 captifs,. Le bilan est de 10 000 tués et 9 000 prisonniers d'après le poète Sidi Lakhdar Ben Khlouf mais cela parait bien trop élevé. D'après Goodman, les prisonniers s’élèvent à près de 12 000 Espagnols ce qui est aussi trop élevé compte tenu des forces engagées et des pertes.

## Conséquences
Cette bataille met fin à le gestion du Préside d'Oran par Martín Alonso Fernández, et clôt définitivement une période où l'Espagne intervenait dans les affaires oranaises. Cet épisode, qualifié de désastre, marque la fin des prétentions territoriales espagnoles sur l'ouest algérien, correspondant à l'ancien domaine des sultans zianides de Tlemcen. Mançûr b. Bûghânim un caïd zianide qui s'était joint aux Espagnols, et qui était de toutes les luttes pour tenter une restauration de la dynastie zianide, change de camp et renonce à la suite de la bataille. Les Espagnols renoncent dès lors, aux grandes expéditions terrestres dans l'ouest algérien et se concentrent sur le maintien de leurs positions à Oran et Mers el-Kébir. Désormais tout le littoral leur échappe ; les ports de Bône, Béjaïa, Cherchell, Ténès et Mostaganem servent de base à la marine turque.
Cette défaite de Mazagran marque le début d'un processus d'unification, c'est une victoire « algérienne » qui sonne le glas des principautés et des anciens royaumes ; les dynasties locales sont dès lors obligées de reconnaître l'autorité d'Alger.

## Littérature
La bataille a inspiré le poète Sidi Lakhdar Ben Khlouf qui y aurait pris part et qui est l'objet d'un de ses poème, Qassat Mazagrân.

## Référencement

### Sources
- (en) Jamil M. Abun-Nasr, A History of the Maghrib in the Islamic Period, Cambridge University Press, 20 août 1987, 455 p. (ISBN 978-0-521-33767-0, présentation en ligne)
- Moulay Belhamissi, Alger, l'Europe et la guerre secrète : 1518-1830, Editions Dahlab, 1999, 221 p. (ISBN 978-9961-6-1173-9, lire en ligne)
- Lamine Benallou, L'Oranie espagnole : approche sociale et linguistique, Éditions Dar el gharb, 2002 (lire en ligne)
- (en) David C. Goodman, Power and Penury : Government, Technology and Science in Philip II's Spain, Cambridge University Press, 2002, 288 p. (ISBN 978-0-521-52477-3, présentation en ligne)
- Henri-Delmas de Grammont, Histoire d'Alger sous la domination turque. 1515 - 1830, Saint-Denis, Bouchène, coll. « Histoire du Maghreb », 2002, 328 p. (ISBN 2-912946-53-0, lire en ligne )
- Lemnouar Merouche, Recherches sur l'Algérie à l'époque ottomane, Saint-Denis, Bouchene, 2007, 353 p. (ISBN 978-2-912946-95-9, lire en ligne )
- Paul Ruff, La domination espagnole à Oran sous le gouvernement du comte d’Alcaudete, coll. « Histoire du Maghreb », 2016 (lire en ligne ), « Chapitre XIII : Le désastre de Mostaganem »